# Houston Street (stacja metra)
Houston Street – stacja metra nowojorskiego, na linii 1 i 2. Znajduje się w dzielnicy Manhattan, w Nowym Jorku i zlokalizowana jest pomiędzy stacjami Christopher Street – Sheridan Square i Canal Street. Została otwarta 1 lipca 1918.